# Minoriten

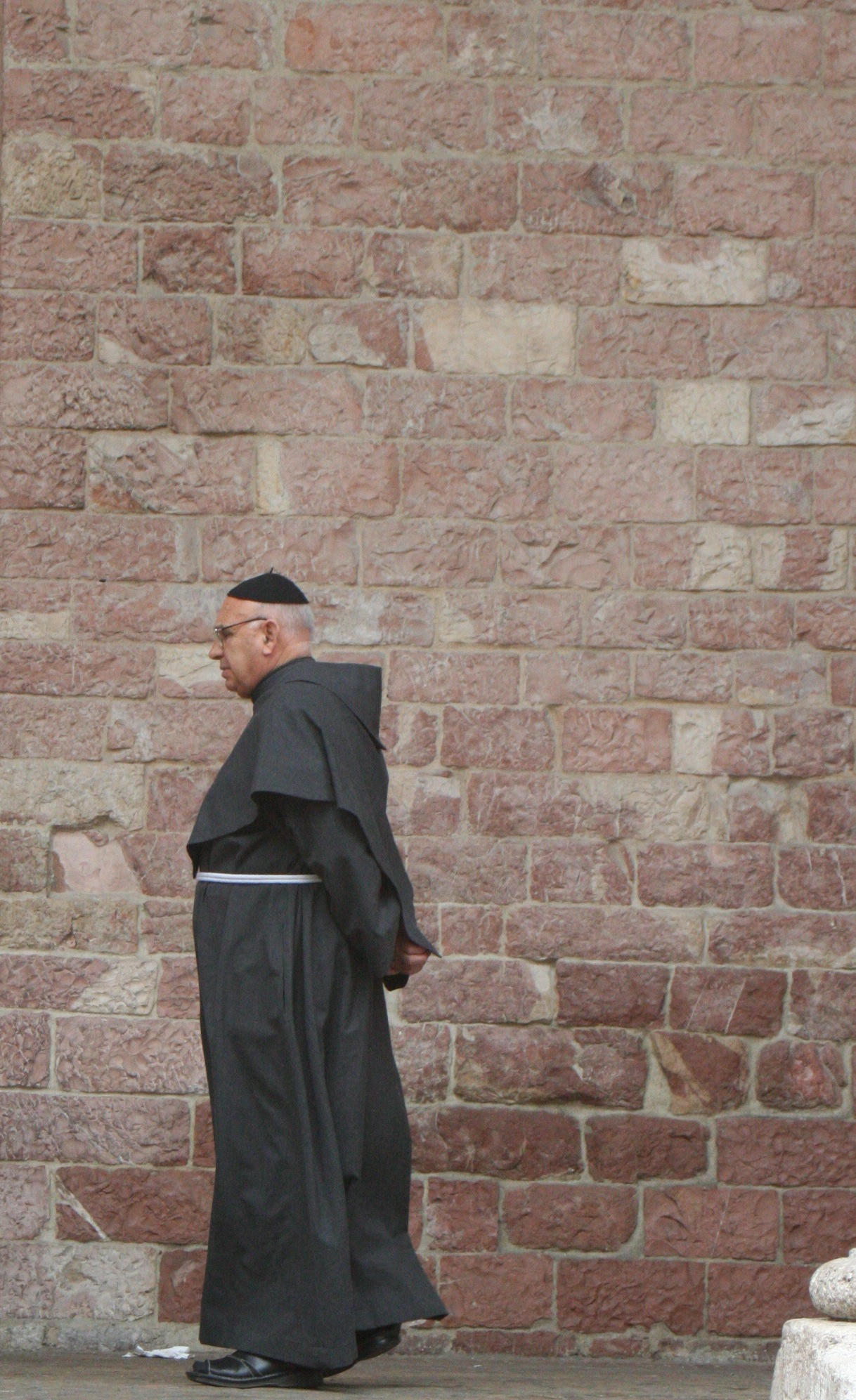
Ein Franziskaner-Minorit in Assisi

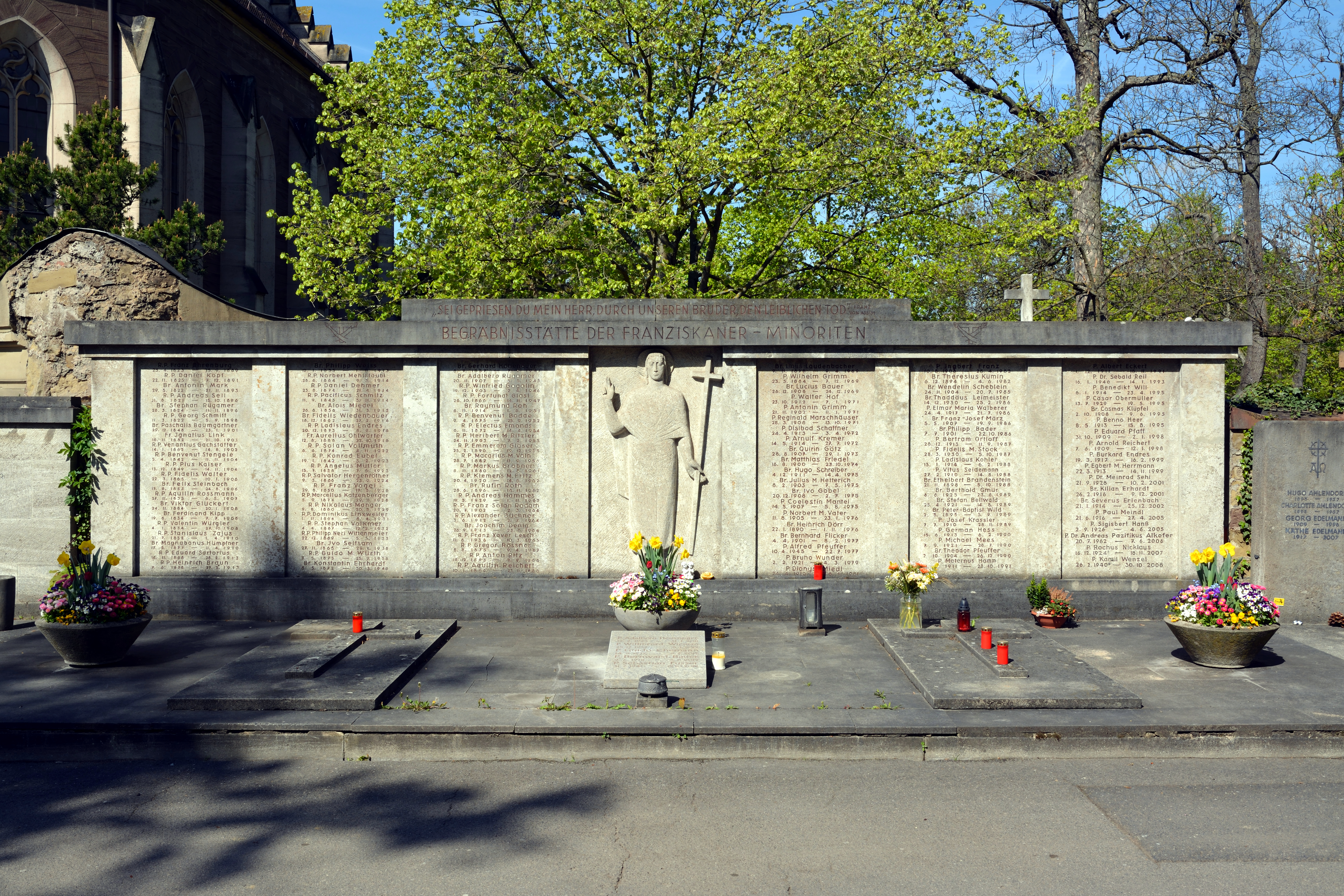
Begräbnisstätte auf dem Hauptfriedhof Würzburg

Die Minoriten oder Franziskaner-Minoriten (von lateinisch minor ‚kleiner, geringer‘; Ordensbezeichnung Ordo fratrum minorum conventualium ‚Orden der konventualen Minderbrüder‘; Ordenskürzel OFMConv oder OMinConv) sind eine Ordensgemeinschaft in der römisch-katholischen Kirche. Sie werden auch (Franziskaner-)Konventualen oder, nach der Farbe ihres Habits, im Volksmund schwarze Franziskaner genannt. In Frankreich werden sie, nach der als Zingulum getragenen Kordel, auch Cordeliers genannt, im englischsprachigen Raum, nach dem dort üblichen hellgrauen Habit, „Greyfriars“.
Die Franziskanischen Orden gliedern sich in Männerorden, Frauenorden und dritte Orden. 1517 teilte sich der ursprünglich vom heiligen Franziskus von Assisi begründete Orden in zwei eigenständige Gemeinschaften, die Minoriten und die Franziskaner-Observanten. Gelegentlich werden auch die Mitglieder des franziskanischen Gesamtordens vor der Teilung 1517 als Minoriten (Ordo fratrum minorum) oder „Minderbrüder“ bezeichnet.
Heute haben die Franziskaner-Minoriten weltweit etwa 4.200 Mitglieder (4.225 zum 31. Dezember 2015). Sie sind also eine kleinere Gemeinschaft als die Franziskaner (OFM) oder deren etwas jüngerer Zweig, die Kapuziner.

## Organisation
Die Generalleitung der Franziskaner-Minoriten befindet sich in Rom, das geistliche Zentrum im sogenannten Haupt- und Mutterkloster aller Franziskaner, dem Sacro Convento in Assisi. Generalminister ist seit Mai 2019 der Argentinier Carlos Trovarelli. Auch in Deutschland ist der Orden mit einer eigenständigen Ordensprovinz vertreten, der Provinz St. Elisabeth mit Provinzialat in Würzburg. Seit dem Oktober 2019 ist Br. Andreas Murk Provinzialminister für die deutsche Provinz; er löste Bernhardin M. Seither ab, der das Amt seit 2011 bekleidete.
Ihm stehen vier Brüder als Definitorium zur Seite, die gemeinsam mit ihm die Provinzleitung bilden.
Das Würzburger Franziskanerkloster, der älteste, schon zu Lebzeiten des heiligen Franziskus gegründete Konvent der Franziskaner in Deutschland, ist seit dem 16. Jahrhundert ein Kloster der Franziskaner-Minoriten. Zu den Niederlassungen des Ordens in Deutschland zählen auch das Kloster Maria Eck in Siegsdorf im Chiemgau, das Kloster und Bildungshaus Schwarzenberg in Scheinfeld und das Kloster Schönau bei Gemünden in Franken. In Köln betreut die Ordensprovinz die Kirche St. Kolumba sowie die Minoritenkirche. Dazu kommen etwa 20 Niederlassungen, die von Brüdern aus den drei polnischen Provinzen betreut werden. Im Chiemgau sind zusätzlich rumänische Brüder tätig. In Bonn betrieben die Minoriten bis 1984 ein Internat, das Kolleg St. Ludwig. 
Derzeit hat die deutsche Provinz rund 40 Brüder. Die Tätigkeiten und Aufgaben der Ordensbrüder reichen von der Wallfahrts- und Pfarrseelsorge über geistliche Begleitung bis zum Engagement in der Mission des Ordens und der Obdachlosenarbeit in der Würzburger Straßenambulanz. Seit 2015 stellt die deutsche Provinz den Kaplan auf dem Käppele in Würzburg.

## Sexueller Missbrauch in Deutschland
Die Deutsche Provinz der Minoriten legte im Juni 2024 eine extern begleitete, unabhängige Untersuchung zu sexualisierter Gewalt durch Provinzangehörige vor. Darin werden Vorwürfe gegen neun namentlich bekannte Mitglieder der Ordensprovinz seit den 1960er-Jahren behandelt, von einem Bruder Übergriffe auf 20 verschiedene Personen. Zu den Betroffenen zählten Kinder und Jugendliche in Ordensinternaten in Bonn und Würzburg, außerdem Jugendliche im Rahmen von Seelsorge und Jugendarbeit. Die Beschuldigten seien uneinsichtig, reuelos und unkooperativ gewesen. Es habe bei der Amtsübergabe zwischen den wechselnden Oberen der Ordenshäuser Mängel gegeben, so dass angedrohte Konsequenzen nicht durchgesetzt oder überwacht worden seien.

## Bekannte Minoriten
Der Dichter Angelus Silesius (1624–1677) trat nach seiner Konversion in den Orden der Franziskaner-Minoriten ein. Einer der bekanntesten Franziskaner-Minoriten war der Missionar Maximilian Kolbe (1894–1941), der im KZ Auschwitz stellvertretend für einen Familienvater in den Tod ging und 1982 durch Papst Johannes Paul II. heiliggesprochen wurde.